# Lobegott Samuel Obbarius
Lobegott Samuel Obbarius (* 12. Dezember 1788 in Heringen; † 29. Dezember 1860 in Rudolstadt) war ein deutscher klassischer Philologe.

## Leben
Obbarius besuchte zunächst die Schule in Heringen, später das Gymnasium zu Rudolstadt. Nach der Reifeprüfung bezog er 1808 die Universität Jena, wo er hauptsächlich Evangelische Theologie und Klassische Philologie studierte. Von den Theologen beeinflussten ihn besonders der Neutestamentler und Textkritiker Johann Jakob Griesbach, der Christliche Archäologe Johann Christian Wilhelm Augusti und der Dogmatiker Johann Philipp Gabler, von den Juristen Georg Ludwig Walch, von den Philologen Heinrich Karl Eichstädt. Nach dem Studium arbeitete Obbarius fünf Jahre lang als Hauslehrer in Kelbra, ehe er zum Subkonrektor am Lyzeum zu Frankenhausen ernannt wurde. 1817 wechselte er als Collaborator an das dortige Kirchenministerium.
Nach dem Weggang von Abraham Voß erhielt Obbarius 1819 dessen erledigte Gymnasialprofessur in Rudolstadt. Hier lehrte und forschte er bis zu seinem Tod. In Anerkennung seiner Verdienste wurde er 1842 von der Philosophischen Fakultät der Universität Marburg zum Ehrendoktor ernannt und 1844 als Ehrenmitglied in die Philologische Gesellschaft von Jena aufgenommen.
Wie sein früh verstorbener Sohn Theodor Obbarius (1817–1855) trat Obbarius besonders durch seine Arbeiten über den römischen Dichter Horaz hervor. Er gab Auszüge aus den Episteln in kritischen Editionen und Kommentaren heraus. Die Kommentare zu den Epistelbüchern 2 bis 22 gab er gemeinsam mit Theodor Schmid in sieben Faszikeln heraus (1838–1847).

## Schriften (Auswahl)
- Aenoth. Sam . Obbario: Epistola qua viro summe venerabili et doctissimo Ioach. Christoph. Ernesto Thierbach, seren. principi Schwarzb. Rudolst. a consil. ecclesiast., ... sacra semisaecularia die V. M. jul. an. MDCCXLVIII. celebranti ea qua decet pietate gratulantur Gymnasii Rudolstadiensis Preaeceptores, Rudolstadii: typis descripsit G. Froebel, [1848]; Digitalisat der Bayerischen Staatsbibliothek München (BSB)